# San Isidro (partido)
San Isidro (Partido de San Isidro) is een partido in de Argentijnse provincie Buenos Aires. Het bestuurlijke gebied telt 293.202 inwoners. Tussen 1991 en 2001 steeg het inwoneraantal met 2,5 %.

## Plaatsen in partido San Isidro
- Acassuso
- Beccar
- Boulogne
- Martínez
- San Isidro
- Villa Adelina